# Achilles De Roo
Achilles De Roo, né le 21 octobre 1876 à Gand et mort à Gand le 12 août 1938, est un homme politique belge flamand socialiste. 

## Biographie
De Roo suit l'enseignement primaire, puis des formations pour adultes. Il est jusque 1919 travailleur du coton, ensuite secrétaire syndical dans la fonction publique.
Il est élu conseiller provincial de la province de Flandre-Orientale (1925-34), conseiller communal (1912-30), échevin (1919-27) de Ledeberg, conseiller communal de Gand (1933-38).
En 1934, il devient sénateur de l'arrondissement de Gand-Eeklo en suppléance de Jozef De Graeve, puis en 1936 (siège de Frans Toch, passé sénateur provincial), jusqu'au 12 août 1938, remplacé par Rudolf Vercammen.